# Fleury-devant-Douaumont
Fleury-devant-Douaumont war bis zum Beginn der Schlacht um Verdun im Ersten Weltkrieg ein kleines französisches Bauerndorf im Département Meuse (in der Region Lothringen). Es lag im inneren Verteidigungsring Verduns und in strategisch entscheidender Lage vor Verdun zwischen dem Fort de Souville und der Ouvrage de Froideterre.

## Village détruit

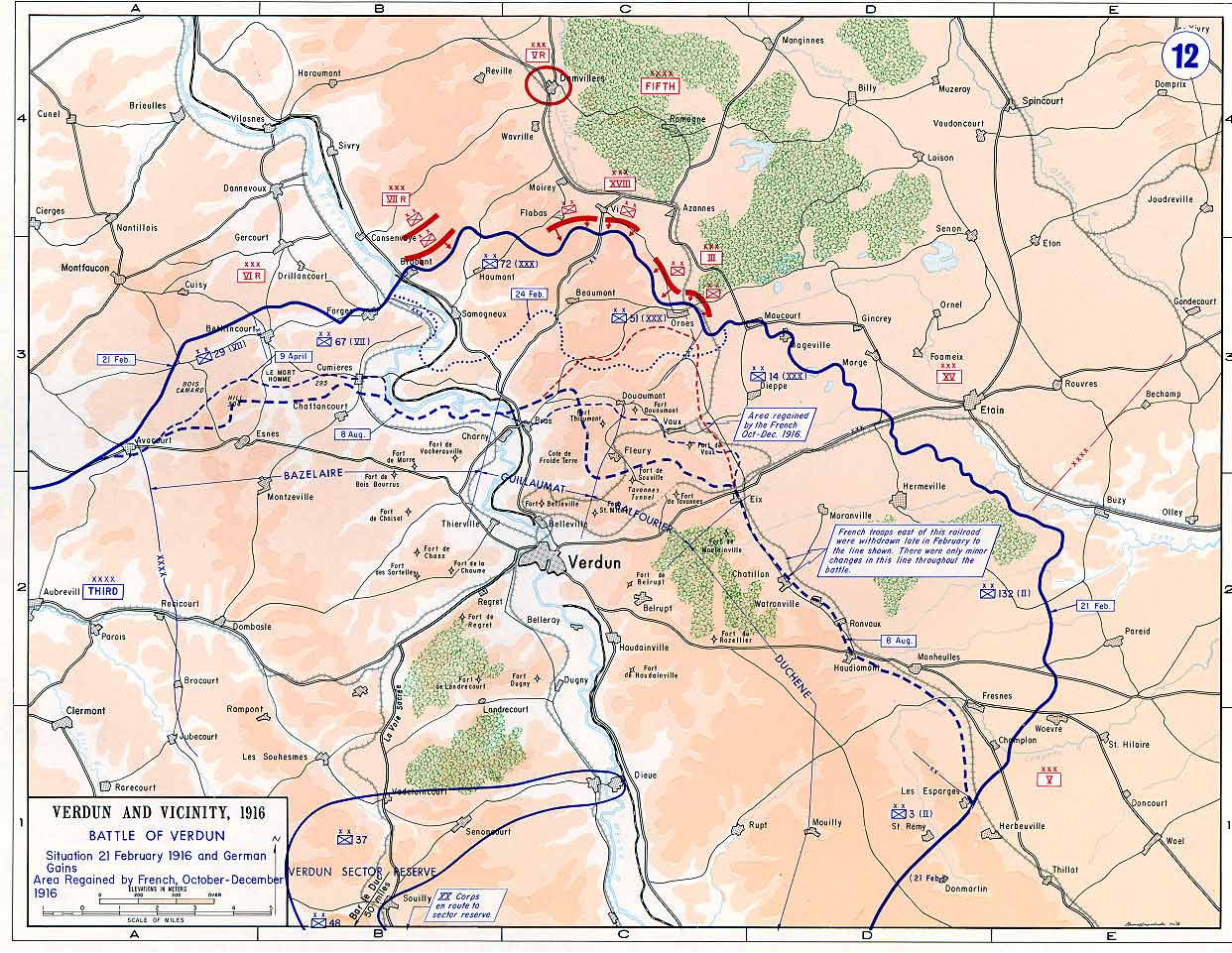
Umgebung von Verdun 1916

Bei der Schlacht wurde das Dorf Fleury-devant-Douaumont, das im Verlauf der Kämpfe während des Jahres 1916 mehrmals den Besitzer wechselte, bis auf einzelne Steine völlig zerstört.
Es zählt heute zu den sogenannten Zerstörten Dörfern (Villages détruits), die nicht wiederaufgebaut wurden. Der ohnehin karge Boden der Maas-Höhen rund um die Gemeinde war verseucht durch Sprengstoffe, Munitionsreste, Giftgas, Leichen und Kadaver, so dass viele Bauern den Boden nicht mehr bestellen konnten. Insgesamt gibt es in Frankreich neun dieser völlig zerstörten Orte. Bei der Besichtigung des Geländes ist es immer noch ratsam, auf den Wegen zu bleiben, da weiterhin Blindgänger und anderes Kriegsgerät sowie menschliche Knochen zu finden sind.

## Status

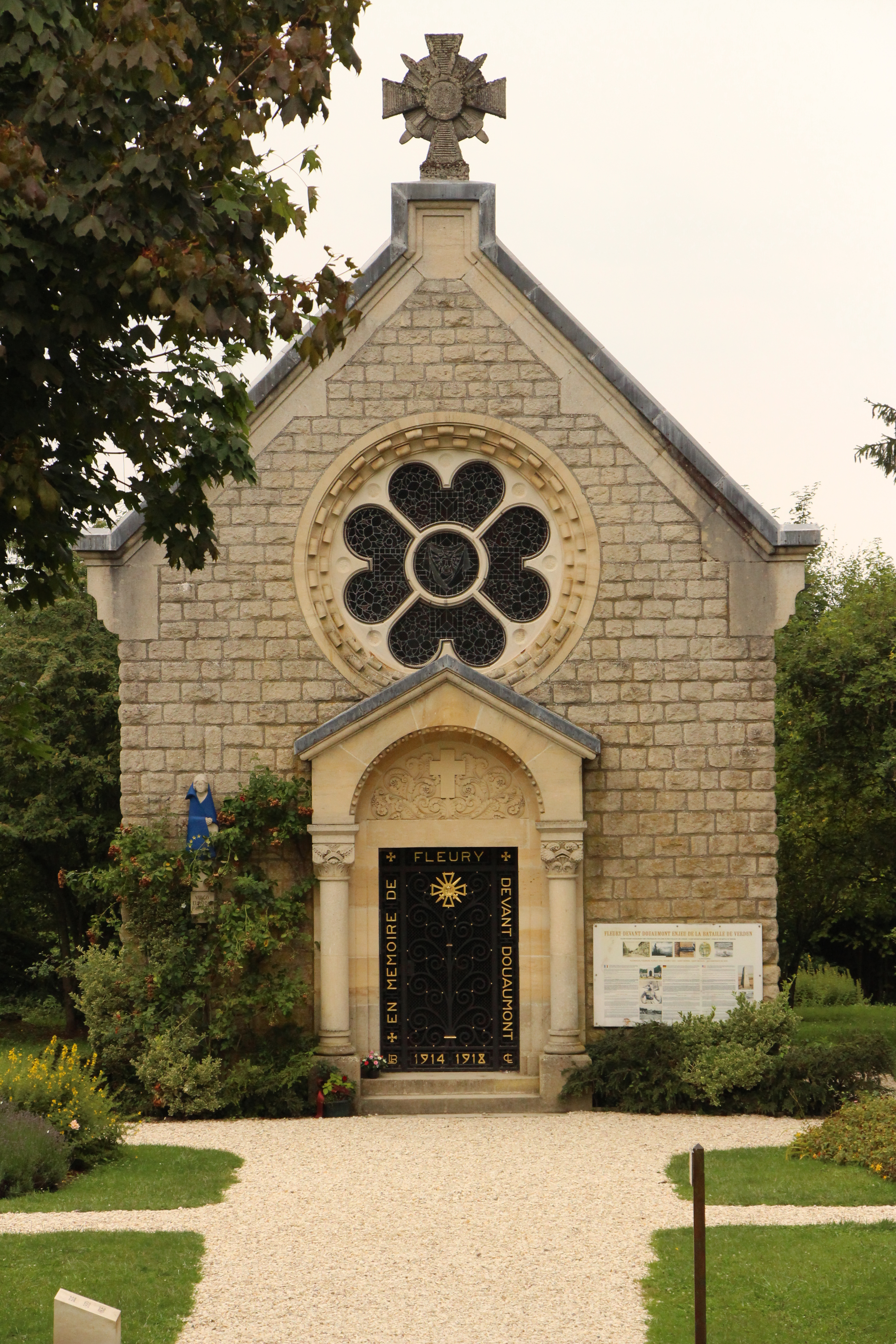
Gedächtniskapelle Notre-Dame-de-l'Europe

Obwohl zerstört und ohne Einwohner, hat Fleury bis heute seinen Status als französische Gemeinde behalten. Der Ort hat eine Postleitzahl und es gibt einen Bürgermeister, der vom Präfekten des Departements Meuse bestimmt wird. Gleiches gilt für die anderen zerstörten und nicht wieder aufgebauten acht Ortschaften im ehemaligen Kampfgebiet der Zone rouge. Auf dem Platz des ehemaligen Bahnhofes des Dorfes wurde das vom Architekten Charles Legrand von 1963 bis 1967 konstruierte Mémorial de Verdun, eine Gedenkstätte mit Museum erbaut. Ende des 20. Jahrhunderts gab es den Versuch einer Neubesiedelung, die aber nach wenigen Jahren scheiterte. An der Stelle der alten Kirche wurde die Gedächtniskapelle Notre-Dame-de-l'Europe errichtet, der Zusatz de-l'Europe stammt aus dem Jahre 1979. Im selben Jahr wurde links neben dem Eingang eine Statue der Jungfrau Maria aufgestellt, deren Mantel einer europäischen Flagge nachempfunden ist.

## Bevölkerungsentwicklung
| Jahr                       | 1962 | 1968 | 1975 | 1982 | 1990 | 1999 | 2006 | 2019 |
| Einwohner                  | 0    | 5    | 5    | 4    | 5    | 0    | 0    | 0    |
| Quellen: Cassini und INSEE |      |      |      |      |      |      |      |      |

## Symbol
Fleury-devant-Douaumont gelangte noch einmal am 22. September 1984 durch die Begegnung von Staatspräsident Mitterrand und Bundeskanzler Kohl in die Weltpresse, als beide mit dem Handschlag von Verdun vor dem Beinhaus von Douaumont der Toten der Schlacht um Verdun im Ersten Weltkrieg gedachten. Ihre Geste gilt als ein symbolischer Höhepunkt der deutsch-französischen Aussöhnung.